# Bajm

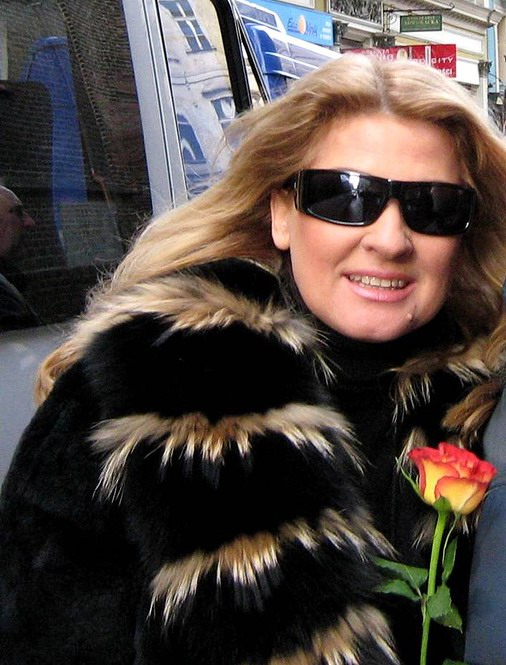
Beata Kozidrak – wokalistka

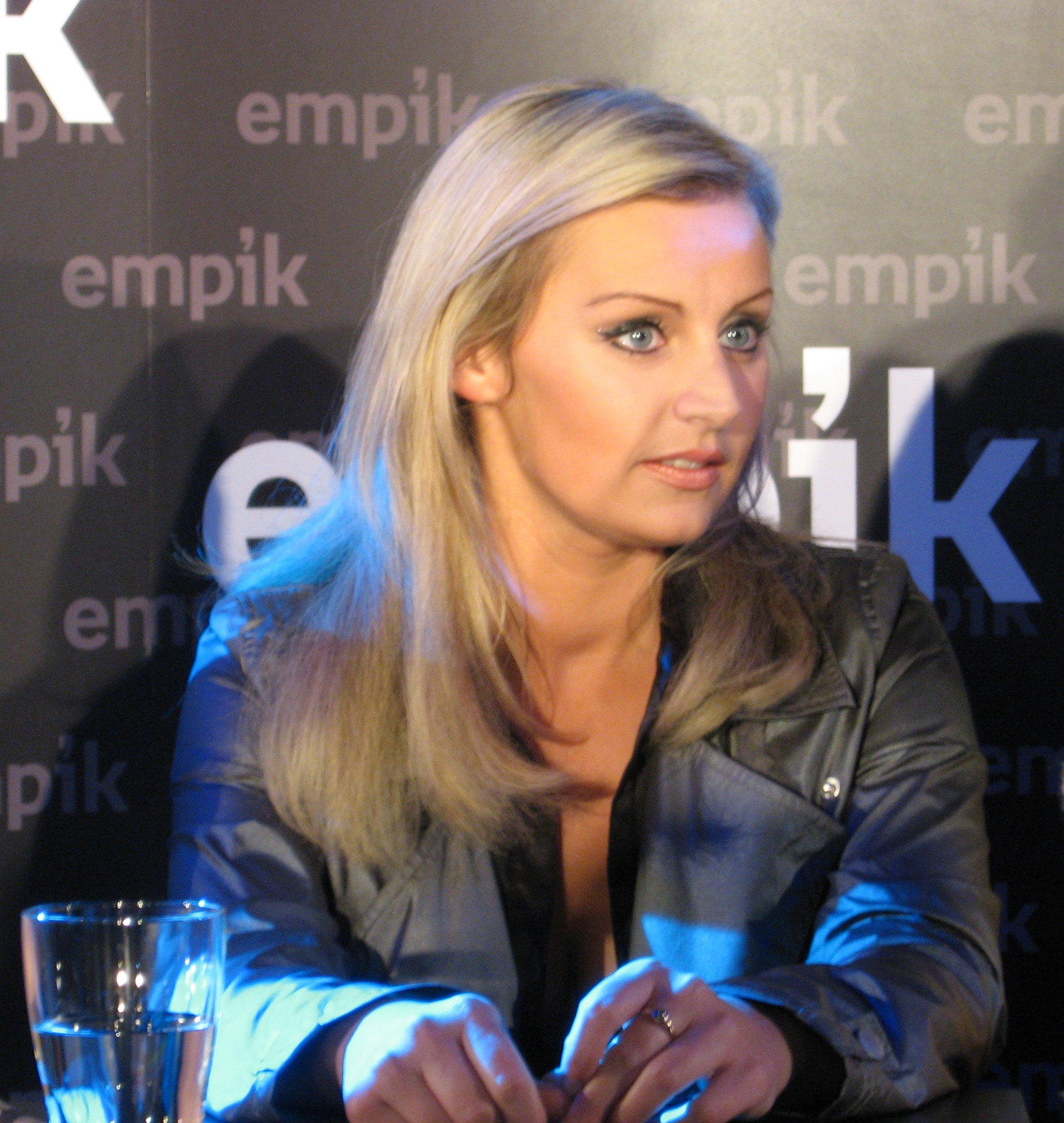
Maria Dobrzańska – gra na instrumentach klawiszowych, w zespole od 2000 r.

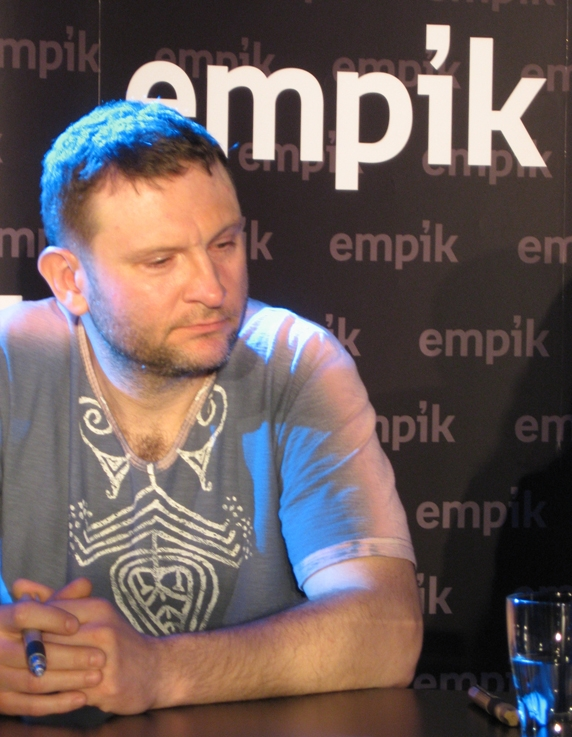
Perkusista Krzysztof Nieścior

Bajm – polski zespół muzyczny założony w 1978 w Lublinie. Początkowo grał ballady i piosenki turystyczne, później poszerzył repertuar o muzykę z pogranicza popu i pop-rocka. Skład zespołu zmieniał się kilkukrotnie, przy czym od samego początku występuje w nim Beata Kozidrak.
Zespół zyskał ogólnopolski rozgłos dzięki występowi z utworem „Piechotą do lata” na 16. Krajowym Festiwalu Piosenki Polskiej w Opolu w 1978. Od tamtej pory wydał 10 albumów studyjnych: Bajm (1983), Martwa woda (1985), Chroń mnie (1986), Nagie skały (1988), Biała armia (1990), Płomień z nieba (1993), Etna (1995), Szklanka wody (2000), Myśli i słowa (2003), Blondynka (2012), które rozeszły się łącznie w nakładzie ponad 2,5 mln egzemplarzy. Za sprzedaż swoich albumów grupa otrzymała dwie podwójnie platynowe płyty, dwie platynowe i dwie złote.

## Historia

### Lata 70.: Początki
Historia grupy Bajm zaczęła się w marcu 1978, kiedy to wokalista Andrzej Pietras zaproponował stworzenie wspólnego zespołu rodzeństwu Kozidraków: wokalistce Beacie i śpiewającemu gitarzyście Jarosławowi, po ich występie w klubie „Hades” przy Lubelskim Domu Kultury. Do grupy wkrótce dołączył gitarzysta Marek Winiarski. Nazwę BAJM – będącą akronimem od pierwszych liter imion założycieli zespołu – wymyśliła siostra Pietrasa. Zespół stopniowo poszerzał instrumentarium, toteż skład uzupełnili kongista Andrzej Koziara i basista Andrzej Grądkiewicz.
Podczas VII Przeglądu Wokalistów i Zespołów Młodzieżowych w Świdniku muzycy zdobyli Brązowego Koziołka za piosenkę „Rano”. Następnie wystąpili na Młodzieżowym Przeglądzie Piosenki w Toruniu, na którym zajęli miejsce w pierwszej dziesiątce z piosenką „Piechotą do lata”, dzięki czemu zakwalifikowali się do konkursu „Debiutów” w ramach 16. Krajowego Festiwalu Piosenki Polskiej w Opolu. Występ w Opolu okazał się dla nich przełomowy; za utwór „Piechotą do lata” zdobyli drugie miejsce, a piosenka podbiła całą Polskę, błyskawicznie zapewniając zespołowi status gwiazdy. Przebój ten utrzymany był w turystyczno-harcerskiej stylistyce i taki też był cały początkowy repertuar Bajmu aż do 1980. Bajm grał wtedy w akustycznym składzie, a jedyną pozostałością po tym okresie były single i kilkanaście utworów, bo do wydania całego albumu z tym materiałem nigdy nie doszło. Od samego początku za repertuar odpowiedzialni byli głównie Kozidrakowie – Jarosław za kompozycje, a Beata za teksty. W 1979 Bajm opuścił Winiarski, który wybrał karierę lekarza, oraz Grądkiewicz, zastępowani tymczasowo przez Adama Honca i Tomasza Olejnickiego, a od początku 1980 przez Dariusza Kwietniewskiego i Krzysztofa Taracha.

### Lata 80.
W 1980 Beata i Jarosław Kozidrakowie zaśpiewali na płycie Ona przyszła prosto z chmur Budki Suflera. W tym samym roku do Bajmu dołączył perkusista Bogdan Tchórzewski i w tym składzie Bajm zaczął grać muzykę rockową. Z tego powodu w połowie 1981 grupę opuścił Koziara. Na początku 1982 nowym gitarzystą zespołu został Henryk Mazurek, a basistą – Marek Makuch, natomiast Jarosław Kozidrak już nie tylko grał na gitarze i udzielał się wokalnie, ale występował także na instrumentach klawiszowych. W tym samym roku muzycy odnieśli swój pierwszy zagraniczny sukces, zdobywając nagrodę dziennikarzy na festiwalu piosenki Schlagerfestival w Dreźnie, gdzie wykonali niemieckojęzyczne wersje hitu „Piechotą do lata” oraz piosenki „Żal prostych słów”. Wkrótce z przebojami „W drodze do jej serca” i „Co mi Panie dasz” trafili na szczyt Listy Przebojów Programu Pierwszego Polskiego Radia. W 1983 wyruszyli w ogólnopolską trasę koncertową i zagrali recital w ramach programu Bajm na dachu, który wyprodukowała i wyemitowała Telewizja Polska.
W 1984 zaczęli nagrywać bardziej surowe brzmienia i nagrywać piosenki z bardziej zaangażowanymi politycznie tekstami inspirowanymi przeżyciami w stanie wojennym. Wyrazem buntu był też bardziej ekspresyjny styl śpiewania Kozidrak, który był inspirowany wokalem Niny Hagen. Również w 1984 wydali debiutancki album studyjny, zatytułowany po prostu Bajm, na którym umieścili m.in. przeboje: „Co mi Panie dasz”, „Józek, nie daruję ci tej nocy” i „Nie ma wody na pustyni”. Krążek rozszedł się w 200-tysięcznym nakładzie, za co zespół odebrał certyfikat złotej płyty. Również w 1984 odbyli trasę koncertową po Wietnamie.
Następnie wydali album pt. Martwa woda, który nagrali w studiu Radia Lublin. Na płycie znów umieścili swoje komentarze do bieżących wydarzeń politycznych. Płytę promowali przebojami: „Małpa i ja”, „Piramidy na niby” i „Diabelski krąg” oraz wyemitowanym w telewizji recitalem, który nagrali w Starej Gazowni w Warszawie. Po nagraniu drugiej płyty w zespole nastąpiły kolejne zmiany personalne – do stanowiących trzon zespołu Kozidraków i Pietrasa, dołączyli gitarzyści Grzegorz Płecha i Dariusz Lipiński, basista Robert Kozak oraz perkusista i główny aranżer Jarosław Pruszkowski. W tym składzie przystąpili w 1985 do prac nad nowym albumem i nagrań studyjnych. W 1986 wydali utrzymany w rockowej stylistyce album pt. Chroń mnie zawierający przeboje: „Płynie w nasz gorąca krew” i „Dwa serca, dwa skutki”. Z pochodzącym z płyty utworem „Diament i sól” Kozidrak zwyciężyła w finale Festiwalu Piosenki Krajów Nadbałtyckich w Karlshamn, a zespół otrzymał za tę kompozycję wyróżnienie na 23. Międzynarodowym Festiwalu Piosenki „Sopot 1986”. Na początku roku Bajm zdobył Grand Prix na festiwalu Ost-West Rocktreff w Wunsiedel.
Pod koniec 1986 z zespołu odeszli Lipiński i Kozak, a w następnym roku – Jarosław Kozidrak. Beata Kozidrak skompletowała kolejny skład, tym razem z udziałem muzyków grających dotąd głównie w zespołach rockowych – do zespołu dołączyli: gitarzysta Piotr Nalepa, basista Dariusz Adamczyk, klawiszowiec Kostek Joriadis i perkusista Alan Baster, którzy byli także odpowiedzialni za nowe kompozycje Bajmu. Pierwsze wyniki tej współpracy, czyli przeboje „Nagie skały” i „Jezioro szczęścia”, opublikowano w 1987. W 1988 cały materiał ukazał się na czwartej płycie, Nagie skały, zaskakującej stonowanym brzmieniem, odchodzącym od gitarowego rocka na rzecz spokojniejszej muzyki popowej z przewagą instrumentów klawiszowych. Za aranżacje odpowiedzialni byli głównie Joriadis i Kozidrak. Tuż po nagraniu płyty, jeszcze w 1987, grupę opuścili wszyscy muzycy poza Płechą i Basterem, a dołączyli odpowiedzialni także za kolejne nowe kompozycje, basista Adam Abramek oraz klawiszowiec Paweł Sot. W tym składzie zespół wyruszył w trasę koncertową po Bułgarii, Włoszech i dla Polonii w Stanach Zjednoczonych. W ramach promocji albumu wystąpili z recitalem w programie telewizyjnym Sąsiedzi. Również w 1988 wystąpiła w konkursie na festiwalu MESAN w Belgradzie, na którym zwyciężyli po wykonaniu anglojęzycznej wersji przeboju „Męski świat”. Na początku roku przygotowali kilka nowych kompozycji do musicali z cyklu „Dziecko potrafi”, w których także występowali. Pod koniec roku wystąpili gościnnie w superprodukcji filmowej Pan Kleks w kosmosie, do której nagrali premierową piosenkę „Ratujmy kosmos”. Odbyli też serię koncertów w Związku Radzieckim, począwszy od udziału w Festiwalu Piosenki Polskiej w Witebsku, na którym wykonali utwory „Małpa i ja”, „Józek, nie daruję ci tej nocy” i „Dwa serca, dwa smutki”. Pod koniec 1988 Andrzej Pietras opuścił skład muzyków Bajmu, aby poświęcić się wyłącznie funkcji menedżera i producenta zespołu. Liczne zagraniczne wyjazdy Bajmu na koncerty w drugiej połowie lat 80. oraz opuszczenie zespołu przez wszystkich oryginalnych muzyków, stały się jednocześnie inspiracją do pracy nad solową, anglojęzyczną płytą Kozidrak. W 1989 jej przedsmak stanowiło nagranie „Hurry My Love”, z którym wokalistka wygrała Midnight Sun Song Festival w Lahti. Gorzej przyjęto jednak jej solowy recital na 26. Międzynarodowym Festiwalu Piosenki „Sopot 1989”, przez co artystka zrezygnowała z planów nagrania solowego albumu i przystąpiła do dalszych prac z Bajmem. Z zespołem koncertowała również ponownie we Włoszech.

### Lata 90.
Jeszcze w 1989 Bajm podbił polskie listy przebojów hitem „Biała armia”, który dał tytuł piątemu albumowi, nagranemu w radiowym Studiu S4 w Warszawie. W trakcie prac nad płytą miejsce Grzegorza Płechy w zespole zajął gitarzysta Marek Raduli. Zespół zaprezentował na albumie dynamiczny, inspirowany amerykańskim brzmieniem pop-rockowy materiał, wyprodukowany przez czołowego wówczas w Polsce producenta, Rafała Paczkowskiego. Biała armia przyniosła jeszcze hity, takie jak „Miłość i ja” oraz „U stóp szklanych gór”. Album trafił na rynek w marcu 1990, początkowo na płycie winylowej, następnie na kasecie magnetofonowej (pod tytułem "Żywe cienie"), a później także na płycie kompaktowej jako pierwsza w historii Bajmu. Niedługo po premierze album uzyskał status złotej płyty za sprzedaż w Polsce. W tym samym roku zespół odbył dwie trasy koncertowe dla Polonii po Stanach Zjednoczonych (jedna obejmowała regularne występy w Cricket Club), gdzie muzycy spędzili łącznie pół roku. Na początku 1991 Bastera zastąpił Jakub Majerczyk, a rok później Sebastian Urban. W połowie 1992 Raduli udał się na półroczny urlop, a zastępował go wtedy Piotr Zander, gitarzysta rozwiązanego właśnie zespołu Lombard. W tym samym roku z Bajmu odeszli Abramek i Sot. Z zespołem przez kilka lat ponownie koncertował Jarosław Kozidrak.
W nocy z 11 na 12 stycznia 1992 w Hali Partii w Koninie zagrali koncert „Dyskoteka z zespołem Bajm”, który 19 marca tego samego roku został wyemitowany w telewizji. 27 czerwca zagrali na stadionie Lublinianki podczas charytatywnego koncertu rockowego „Serce dzieciom”, podczas którego zbierano pieniądze na zakup echokardiografu dla dzieci. W latach 1992–1993 liczne przeboje Bajmu zgromadzono na płytach The Very Best of i The Very Best of, vol. II. Trafiły na nie również pierwsze, niewydane dotąd na płytach nagrania zespołu, z „Piechotą do lata” na czele. W 1993 na rynek trafił szósty, popowy i najbardziej melancholijny album zespołu, Płomień z nieba, na którym znalazły się utwory skomponowane głównie przez Jarosława Kozidraka. Do grupy dołączył klawiszowiec Grzegorz Górkiewicz, który dodatkowo programował na komputerze bas i perkusję oraz był odpowiedzialny za większość aranżacji. Album przyniósł przeboje: „Płomień z nieba”, „Ta sama chwila” i „Już bez ciebie”. Zespół nakręcił też teledysk do piosenki „Za za za”, w którym umieścił fragmenty reportażu z parady równości.
Po nagraniu Płomienia… z zespołu odszedł dotychczasowy skład, a do Beaty Kozidrak wkrótce dołączyli: gitarzyści Adam Drath i Piotr Bielecki, klawiszowiec i harmonijkarz Tomasz Spodyniuk, perkusista Krzysztof Nieścior i basista Wojciech Nawracała, którego miejsce w zespole kilka miesiące później zajął Artur Daniewski.W nowym składzie w 1994 odbyli trasę koncertową dla Polonii w Stanach Zjednoczonych, a rok później – trasę po USA i Kanadzie. Również w 1994 wystąpili w telewizyjnym programie Gala piosenki biesiadnej, podczas którego na nowo spopularyzowali klasyk Andrzeja Dąbrowskiego „Zielono mi”, a także zagrali podczas symfoniczno-rockowego koncertu charytatywnego „Dwa światy” w Bydgoszczy. W 1995 nagrali i wydali swój siódmy album pt. Etna, przy którym powrócili do cięższych brzmień. Za tworzenie nowych kompozycji odpowiedzialni byli Drath, Bielecki i Spodyniuk. Znalazły się na nim m.in. przeboje: „Dziesięć przykazań” i „Dzień za dniem”. W 1997 do sklepów trafiła kolejna kompilacja hitów Bajmu pt. Ballady, zawierająca wyłącznie wolne kawałki z repertuaru zespołu, a także premierowy utwór „Kraina miłości” oraz nowe wersje czterech przebojów z pierwszych trzech płyt. Zespół koncertował także wtedy dla Polonii w Niemczech.
W 1998 Kozidrak z okazji 20–lecia Bajmu wydała pierwszy solowy album pt. Beata. Przedstawiła na nim popowy materiał, który znacznie poszerzył grono jej wielbicieli, zdobywając przy tym uznanie krytyki i branży muzycznej, na które rzadko mogła liczyć z Bajmem. Największym powodzeniem cieszyły się nagrania „Siedzę i myślę” oraz „Taka Warszawa”. Za niemal wszystkie kompozycje byli odpowiedzialni Abramek i Sot. W następnym roku album został wyróżniony dwiema statuetkami Fryderyka: dla najlepszej wokalistki i za najlepszy album pop. Kozidrak zdobyła też najważniejsze wówczas nagrody radiowe, czyli „Play-Box” – dwie w kategorii „Przebój Roku – Złota Dziesiątka” oraz jedną dla najlepszej wokalistki. Została ponadto wyróżniona przez Akademię Telewizyjną, która przyznaje nagrody Wiktory dla największych osobowości telewizyjnych i otrzymała statuetkę dla najpopularniejszej gwiazdy estrady. W 1999 Bajm koncertował dla Polonii w Stanach Zjednoczonych.

### Trzecia dekada
W 2000 ukazała się ósma płyta Bajmu, Szklanka wody, na której grupa powróciła do pop-rockowego grania. Tuż przed jej nagraniem miejsce Spodyniuka w zespole zajęła keyboardzistka Maria Dobrzańska. Oprócz Dratha i Bieleckiego, nowe kompozycje stworzyli też byli członkowie Bajmu: Abramek, Sot, a ponadto wykorzystano niepublikowane kompozycje nieżyjącego już Pruszkowskiego. Największy rozgłos uzyskały hity: „Szklanka wody”, „Modlitwa o złoty deszcz”, „Plama na ścianie” oraz „O Tobie”. Album ten był notowany w Top 50 polskiej listy bestsellerów OLiS rekordową liczbę 93 razy, nieprzerwanie aż do 104 tygodnia sprzedaży, a więc dokładnie dwa lata (notowania nie uwzględniły pierwszych pięciu tygodni, kiedy lista jeszcze nie istniała, a w przypadku notowań uwzględniających dwa tygodnie sprzedaży liczono je jako jeden). Ogromny sukces komercyjny przyniósł też kolejne wyróżnienia. W 2001 Bajm został uhonorowany pierwszymi zespołowymi Fryderykami w swojej karierze – dla najlepszej wokalistki i za najlepszy album pop-rockowy oraz uzyskał nominacje w kategoriach: zespół roku i autor roku. Grupa otrzymała również Superjedynkę za najlepszy album pop podczas 38. KFPP w Opolu. W 2002 koncertowali dla Polonii po Europie i Stanach Zjednoczonych.
W sierpniu 2003 wydali dziewiąty album pt. Myśli i słowa, który przyniósł przeboje: „Myśli i słowa” oraz „Noc po ciężkim dniu”. Obok Dratha i Bieleckiego nowe piosenki komponowała też Dobrzańska oraz były członek, Paweł Sot. Album już w dniu premiery uzyskał certyfikat platynowej płyty za sprzedaż w Polsce. Płytę nagrodzono w 2004 Superjedynką za najlepszy album pop. Album spędził na liście OLiS ponad rok, bo aż 59 tygodni, z czego 57 nieprzerwanie. W 2004 po raz kolejny wyruszyli na trasę koncertową, wystąpili m.in. dla Polonii w Stanach Zjednoczonych i Kanadzie oraz w Wielkiej Brytanii. W 2005 podczas 42. festiwalu sopockiego Bajm został uhonorowany statuetką Złotego Słowika za całokształt twórczości, a Kozidrak wydała drugi, solowy album pt. Teraz płynę. W styczniu 2006 Bajm uświetnił minirecitalem finał programu Piosenka dla Europy 2006, stanowiące polskie eliminacje do 51. Konkursu Piosenki Eurowizji, a w grudniu zaśpiewał na sylwestrowym koncercie Sylwester pod dobrą gwiazdą organizowanym przez telewizję Polsat na Rynku we Wrocławiu. W 2007 Bajm koncertował dla Polonii w Stanach Zjednoczonych i w Wielkiej Brytanii, rok zakończyli występem na noworocznym koncercie Sylwestrowa moc przebojów organizowanym przez Polsat na Rynku Głównym w Krakowie.

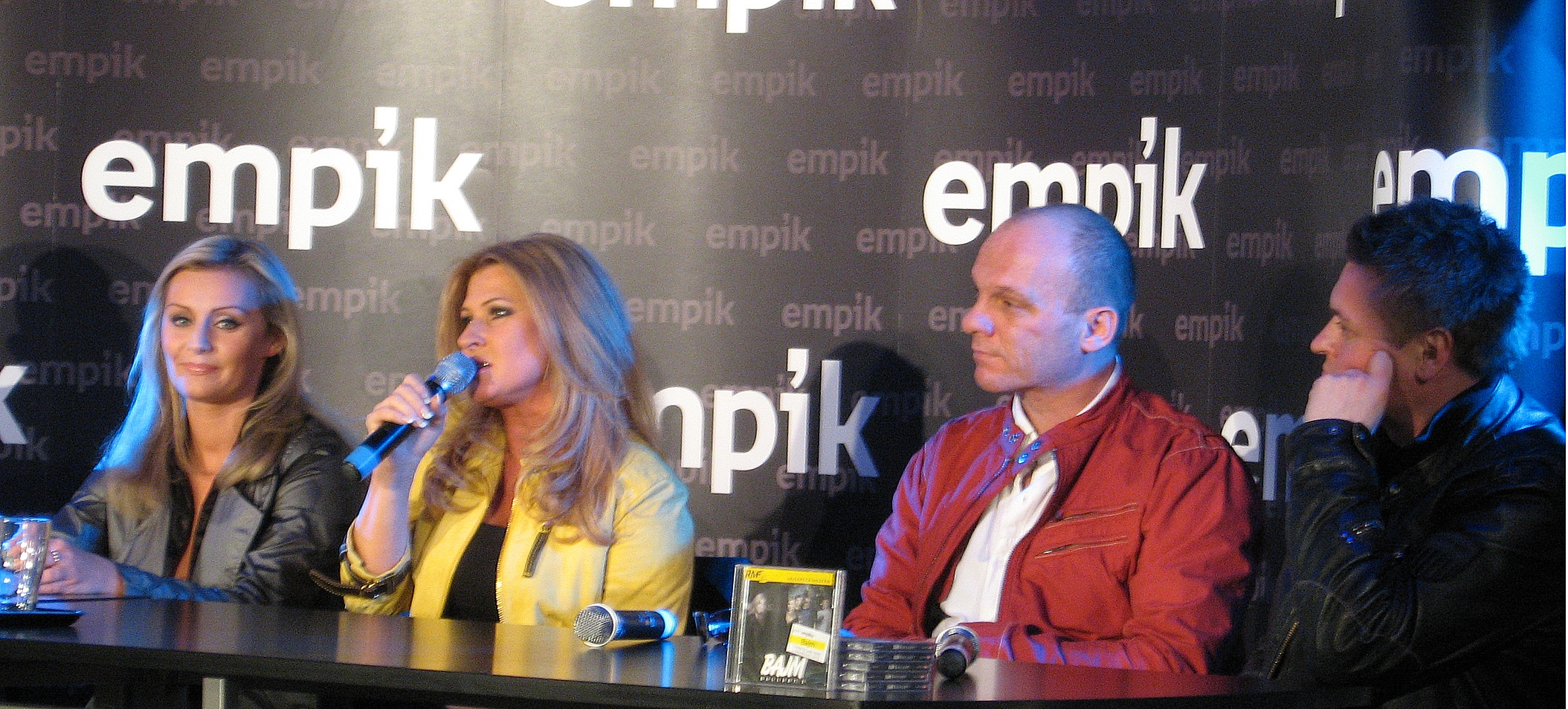
Zespół Bajm podczas promocji płyty Ballady 2 (7 kwietnia 2008).

W 2008 Bajm obchodził 30-lecie działalności, a w ramach obchodów tego jubileuszu na rynek trafiła druga część bestsellerowej kompilacji Ballady 2, promowana premierowym utworem „Krótka historia”, skomponowanym przez Dobrzańską wraz z bratem, Bohdanem. Utwór ten spędził aż 23 tygodnie na liście przebojów Marka Niedźwieckiego w radiostacji Złote Przeboje. Tym samym okazał się dłużej notowanym hitem w jego karierze niż jakikolwiek wcześniejszy na słynnej liście przebojów radiowej Trójki. Bajm zapowiedział wówczas na koniec roku premierę nowego studyjnego albumu, boks z kompletną dyskografią oraz książkę opisującą 30 lat kariery zespołu, jednak w zapowiadanym terminie nie doszło do premiery żadnego z tych wydawnictw. Zamiast boksu z dyskografią na rynek trafił jedynie boks zawierający obie części kompilacji Ballady, natomiast zamiast nowego albumu ukazał się okolicznościowy minialbum zawierający siedem kolęd, będący dodatkiem do magazynu „Olivia”. Przesunęły się także prace nad książką, które potrwały jeszcze cztery lata. W tym samym roku Bajm ponownie grał dla Polonii w Wielkiej Brytanii, tym razem jako gwiazda Festiwalu Polskiej Muzyki PKO BP London Live na stadionie Wembley.
W 2009 Bajm przedstawił premierowe nagranie „P.S. Zabierz mnie tam”, którym muzycy zapowiadali kolejny album. 13 grudnia 2009 zagrali uroczysty, jubileuszowy koncert w Sali Kongresowej w Warszawie, kolejne dwa dali pod koniec 2010: 20 grudnia w Hali Arena w Poznaniu i 21 grudnia w Sali Kongresowej w Warszawie.

### Czwarta dekada
W 2011 odbyli kolejne trasy koncertowe dla Polonii w Stanach Zjednoczonych, Kanadzie oraz Wielkiej Brytanii. W tym samym roku premierę miał singiel „Blondynka”, którym zapowiadali przekładany od kilku lat dziesiąty album. Na początku 2012 do radiostacji trafił kolejny singiel „Góra, dół”, a na rynek trafiła cała płyta pt. Blondynka. Większość kompozycji na album stworzyli Abramek i Sot, ponadto Maria Dobrzańska przygotowała jedną kompozycję, a trzy utwory, w tym pierwsze dwa single, były autorstwa zewnętrznego kompozytora, Michała Grymuzy, a jedna Kamila Wyzińskiego – lidera zespołu starszej córki Kozidrak. W maju na festiwalu TOPtrendy zespół otrzymał statuetkę Bursztynowego Słowika za całokształt twórczości. Pod koniec roku na rynek trafiła zapowiadana cztery lata wcześniej biografia zespołu „Płynie w nas gorąca krew”, autorstwa koncertowej menedżerki zespołu – Ewy Tutki, mająca formę wywiadu-rzeki.
Podczas następnych tras koncertowych po Polsce Bajm koncertował również dla Polonii: w Szwecji w 2012, w Stanach Zjednoczonych, Kanadzie, Niemczech i Czechach w ramach polsko-czesko-słowackiego Festiwalu Dolański Gróm w Karwinie w 2013, w Wielkiej Brytanii w 2014 i ponownie w Szwecji w 2015. Obok corocznych serii tradycyjnych koncertów w Polsce, jesienią 2013 wyruszyli w swoją pierwszą akustyczno-elektryczną trasę koncertową po kraju, kontynuowaną również jesienią 2014. W marcu 2014 zespół uhonorowano nagrodą Piękniejsza Polska, przyznawaną przez Ruch Piękniejsza Polska i ministra kultury; zgodnie z uzasadnieniem kapituły zrzeszającej wybitnych przedstawicieli polskiej kultury zespół nagrodzono „za tworzenie piękna, którym możemy szczycić się przed światem”. Rok zamknęli występem na koncercie Sylwester z Dwójką na Rynku we Wrocławiu. 30 maja 2015 zagrali recital „Beata i Bajm, jakich nie znacie. Jubileusz zespołu Bajm” podczas Polsat SuperHit Festiwal 2015. Pod koniec roku wydali pierwszy w swojej karierze album koncertowy, Bajm Live – Akustycznie, podsumowujący akustyczno-elektryczną trasę koncertową; w jego skład weszły płyta DVD z zapisem kameralnego koncertu w Studiu Telewizyjnym w Lublinie oraz płyta CD z najlepszymi wykonaniami z całej tej trasy zespołu. W 2016 wyruszyli w halową trasę koncertową „Bingo Tour”, w ramach której wystąpili także w Wielkiej Brytanii i Irlandii, a inaugurujący ją koncert transmitowany był na żywo przez telewizję Polsat. 31 grudnia 2016 wystąpili podczas koncertu Sylwestrowa moc przebojów organizowanego przez Polsat w Katowicach. W drugiej połowie 2018 roku wyruszyli w jubileuszową trasę 40-lecia Płynie w nas gorąca krew - 40 lat na scenie.
We wrześniu 2020 wykonali piosenki „Dwa serca, dwa smutki” i „Biała armia” w koncercie „Festiwal, festiwal!!! – złote opolskie przeboje” podczas 57. KFPP w Opolu. W styczniu 2021 zagrali wirtualny koncert dla pracowników sieci sklepów Biedronka, a w czerwcu wystąpili z recitalem „Płynie w nas gorąca krew” na Polsat SuperHit Festiwal 2021 w Operze Leśnej w Sopocie. W 2023 wyruszyli w rockową trasę Piramidy na niby, w której powrócili do rockowych, dawno niegranych kawałków. W październiku 2023 ogłosili jubileuszową trasę koncertową 45-lecia "45 TOUR – The Best Of", zaplanowaną na rok 2024.

## Skład

### Obecny skład
- Beata Kozidrak – wokal, współzałożyciel (od. 1978)
- Adam Drath – gitara (od. 1993)
- Piotr Bielecki – gitara (od. 1993)
- Artur Daniewski – gitara basowa (od. 1993)
- Krzysztof Nieścior – perkusja (od. 1993)
- Maria Dobrzańska - instrumenty klawiszowe (od. 2000)

### Byli członkowie
- Andrzej Pietras – wokal, współzałożyciel (1978–1988)
- Jarosław Kozidrak (nie żyje) – gitara, współzałożyciel (1978–1987), instrumenty klawiszowe (1982–1987)
- Marek Winiarski (nie żyje) – gitara, współzałożyciel (1978–1979)
- Adam Honc – gitara (1979–1980)
- Dariusz Kwietnicki – gitara (1980–1982)
- Henryk Mazurek – gitara (1982–1985)
- Grzegorz Płecha – gitara (1985–1989)
- Dariusz Lipiński – gitara (1985–1986)
- Piotr Nalepa – gitara (1986–1987)
- Marek Raduli – gitara (1989–1992)
- Piotr Zander – gitara (1992–1993)
- Andrzej Grądkiewicz – gitara basowa (1978–1979)
- Tomasz Olejnicki – gitara basowa (1979–1980)
- Krzysztof Tarach – gitara basowa (1980–1982)
- Marek Makuch (nie żyje) – gitara basowa (1982–1985)
- Robert Kozak – gitara basowa (1985–1986)
- Dariusz Adamczyk – gitara basowa (1986–1987)
- Adam Abramek – gitara basowa (1987–1992)
- Wojciech Nawracała – gitara basowa (1992–1993)
- Bogdan Tchórzewski – perkusja (1980–1985)
- Jarosław Pruszkowski – perkusja (1985–1990)
- Alan Sors Baster – perkusja (1986–1991)
- Jakub Majerczyk – perkusja (1991–1992)
- Sebastian Urban – perkusja (1992–1993)
- Konstanty Joriadis – instrumenty klawiszowe (1986–1987)
- Paweł Sot - instrumenty klawiszowe (1987–1992)
- Grzegorz Górkiewicz – instrumenty klawiszowe (1992–1993)
- Tomasz Spodyniuk - instrumenty klawiszowe (1993–2000)
- Andrzej Koziara (nie żyje) – kongi (1978–1981)

## Dyskografia

### Albumy studyjne
| Rok                                                     | Tytuł                                                                 | Pozycja na liście | Certyfikat                |
| Rok                                                     | Tytuł                                                                 | POL               | Certyfikat                |
| ------------------------------------------------------- | --------------------------------------------------------------------- | ----------------- | ------------------------- |
| 1983                                                    | Bajm - Data: 13 maja 1983 - Wydawca: Pronit                           | –                 |                           |
| 1985                                                    | Martwa woda - Data: 12 maja 1985 - Wydawca: Pronit                    | –                 |                           |
| 1986                                                    | Chroń mnie - Data: 23 maja 1986 - Wydawca: Wifon                      | –                 |                           |
| 1988                                                    | Nagie skały - Data: 15 sierpnia 1988 - Wydawca: Polskie Nagrania Muza | –                 |                           |
| 1990                                                    | Biała armia - Data: 23 marca 1990 - Wydawca: Polskie Nagrania Muza    | –                 |                           |
| 1993                                                    | Płomień z nieba - Data: 21 listopada 1993 - Wydawca: Schubert Music   | –                 | - POL: platynowa płyta    |
| 1995                                                    | Etna - Data: 6 września 1995 - Wydawca: Starling S.A.                 | –                 |                           |
| 2000                                                    | Szklanka wody - Data: 11 września 2000 - Wydawca: Pomaton EMI         | 2                 | - POL: 2× platynowa płyta |
| 2003                                                    | Myśli i słowa - Data: 28 sierpnia 2003 - Wydawca: Pomaton EMI         | 1                 | - POL: platynowa płyta    |
| 2012                                                    | Blondynka - Data: 21 marca 2012 - Wydawca: EMI Music Poland           | 2                 |                           |
| „–” oznacza, że album nie był notowany na danej liście. |                                                                       |                   |                           |

### Albumy kompilacyjne
| Rok                                                     | Tytuł                                                                     | Pozycja na liście | Certyfikat                |
| Rok                                                     | Tytuł                                                                     | POL               | Certyfikat                |
| ------------------------------------------------------- | ------------------------------------------------------------------------- | ----------------- | ------------------------- |
| 1992                                                    | The Very Best of - Data: 1992 - Wydawca: Intersonus                       | –                 |                           |
| 1993                                                    | The Very Best of, vol. II - Data: 1993 - Wydawca: Intersonus              | –                 |                           |
| 1997                                                    | Ballady - Data: 8 września 1997 - Wydawca: Pomaton EMI                    | –                 | - POL: 2× platynowa płyta |
| 2008                                                    | Ballady 2 - Data: 4 kwietnia 2008 - Wydawca: EMI Music Poland             | 2                 | - POL: złota płyta        |
| 2018                                                    | Best of 1978–2018 - Data: 31 sierpnia 2018 - Wydawca: Warner Music Poland | 3                 | - POL: złota płyta        |
| „–” oznacza, że album nie był notowany na danej liście. |                                                                           |                   |                           |

### Albumy koncertowe
| Rok  | Tytuł                                                                    | Pozycja na liście |
| Rok  | Tytuł                                                                    | POL               |
| ---- | ------------------------------------------------------------------------ | ----------------- |
| 2015 | Bajm Live – Akustycznie - Data: 27 listopada 2015 - Wydawca: Fonografika | 22                |

### Single
| Rok                         | Tytuł                                               | Pozycja na liście | Pozycja na liście     | Pozycja na liście | Album             |
| Rok                         | Tytuł                                               | POL (airplay)     | POL (airplay nowości) | LP3               | Album             |
| --------------------------- | --------------------------------------------------- | ----------------- | --------------------- | ----------------- | ----------------- |
| 1978                        | „Piechotą do lata”                                  | –                 | –                     | –                 | –                 |
| 1978                        | „Rano, kiedy budzę się rano”                        |                   |                       |                   | –                 |
| 1979                        | „Przepis Na Świat''                                 |                   |                       |                   | –                 |
| 1979                        | „Lato z Radiem''                                    |                   |                       |                   | –                 |
| 1979                        | „To Nasz Kraj''                                     |                   |                       |                   | –                 |
| 1980                        | ,,Łamaga''                                          | –                 | –                     | –                 | –                 |
| 1980                        | „Wędrujemy''                                        |                   |                       |                   |                   |
| 1982                        | „W drodze do jej serca”/„Czary mary”                | –                 | –                     | 15/–              | Bajm              |
| 1982                        | „Józek, nie daruję ci tej nocy”                     | –                 | –                     | 21                | Bajm              |
| 1982                        | „Różowa kula”                                       | –                 | –                     | 9                 | Bajm              |
| 1983                        | „Nie ma wody na pustyni”                            | –                 | –                     | 2                 | Bajm              |
| 1983                        | „Ściany mają uszy, uszy znakomite”/„Diabelski krąg” | –                 | –                     | –/17              | Bajm              |
| 1983                        | „Prorocy świata”                                    | –                 | –                     | 12                | Bajm              |
| 1984                        | „Małpa i ja”                                        | –                 | –                     | 5                 | Martwa woda       |
| 1984                        | „Piramidy na niby”                                  | –                 | –                     | 18                | Martwa woda       |
| 1984                        | „Ucz się, ucz”                                      | –                 | –                     | 31                | Martwa woda       |
| 1985                        | „Płynie w nas gorąca krew”                          | –                 | –                     | 3                 | Chroń mnie        |
| 1985                        | „Dwa serca, dwa smutki”                             | –                 | –                     | 1                 | Chroń mnie        |
| 1985                        | „Diament i sól”                                     | –                 | –                     | 19                | Chroń mnie        |
| 1986                        | „Wielka inwazja”                                    | –                 | –                     | 24                | Chroń mnie        |
| 1986                        | „Chroń mnie od złego”                               | –                 | –                     | 29                | Chroń mnie        |
| 1987                        | „Nagie skały”                                       | –                 | –                     | 22                | Nagie skały       |
| 1987                        | „Jezioro szczęścia”                                 | –                 | –                     | 13                | Nagie skały       |
| 1988                        | „Open Your Heart”                                   | –                 | –                     | 32                | singel radiowy    |
| 1988                        | „Męski świat”                                       | –                 | –                     | 24                | Nagie skały       |
| 1988                        | „Ja”                                                | –                 | –                     | 13                | Nagie skały       |
| 1988                        | „Miłość nie umiera”                                 | –                 | –                     | 23                | Nagie skały       |
| 1988                        | „Święte miasto”                                     | –                 | –                     | 33                | Nagie skały       |
| 1989                        | „Biała armia”                                       | 54                | 5                     | 8                 | Biała armia       |
| 1990                        | „Miłość i ja”                                       | –                 | –                     | 10                | Biała armia       |
| 1990                        | „U stóp szklanych gór”                              | –                 | –                     | 9                 | Biała armia       |
| 1993                        | „Płomień z nieba”                                   | –                 | –                     | 2                 | Płomień z nieba   |
| 1993                        | „Za... za... za...”                                 | –                 | –                     | 26                | Płomień z nieba   |
| 1993                        | „Ta sama chwila”                                    | 52                | 1                     | 3                 | Płomień z nieba   |
| 1994                        | „Belle Ami”                                         | –                 | –                     | 30                | Płomień z nieba   |
| 1994                        | „Zielono mi”                                        | –                 | –                     | 14                | singiel radiowy   |
| 1995                        | „Dziesięć przykazań”                                | –                 | –                     | 1                 | Etna              |
| 1996                        | „Łąki pełne snów”                                   | –                 | –                     | 13                | Etna              |
| 1997                        | „Kraina miłości”                                    | –                 | –                     | 8                 | Ballady           |
| 2000                        | „Lola, Lola”                                        | –                 | –                     | 7                 | Szklanka wody     |
| 2000                        | „Szklanka wody”                                     | –                 | –                     | 13                | Szklanka wody     |
| 2000                        | „Modlitwa o złoty deszcz”                           | –                 | –                     | 1                 | Szklanka wody     |
| 2001                        | „O Tobie”                                           | –                 | –                     | 39                | Szklanka wody     |
| 2001                        | „Plama na ścianie”                                  | –                 | –                     | 45                | Szklanka wody     |
| 2002                        | „Lublin – Grodzka 36a”                              | –                 | –                     | 31                | Szklanka wody     |
| 2002                        | „Ja” (wersja z wokalem nagranym na nowo)            | –                 | –                     | 50                | singiel radiowy   |
| 2003                        | „Myśli i słowa”                                     | –                 | –                     | 26                | Myśli i słowa     |
| 2003                        | „Noc po ciężkim dniu”                               | –                 | –                     | –                 | Myśli i słowa     |
| 2003                        | „Być z tobą”                                        | –                 | –                     | 31                | Myśli i słowa     |
| 2004                        | „Ameryka”                                           | –                 | –                     | 42                | Myśli i słowa     |
| 2004                        | „Wiosna w Paryżu”                                   | –                 | –                     | –                 | Myśli i słowa     |
| 2008                        | „Krótka historia”                                   | –                 | –                     | 50                | Ballady 2         |
| 2009                        | „PS. Zabierz mnie tam”                              | –                 | –                     | –                 | –                 |
| 2011                        | „Blondynka”                                         | –                 | –                     | –                 | Blondynka         |
| 2012                        | „Góra dół”                                          | –                 | –                     | –                 | Blondynka         |
| 2012                        | „Alabaster”                                         | –                 | –                     | –                 | Blondynka         |
| 2013                        | „Miłość przeszła obok”                              | –                 | –                     | –                 | Blondynka         |
| 2018                        | „My”                                                | 38                | 2                     | –                 | Best of 1978–2018 |
| „–” singel nie był notowany |                                                     |                   |                       |                   |                   |

## Trasy koncertowe
- 35 lat elektryczno-akustycznie (2013–2014)
- Bingo Tour (2016)
- Płynie w nas gorąca krew - 40 lecie zespołu (2018)
- Wakacyjna trasa (2022)
- Piramidy na niby (2023)
- 45 TOUR (2024)